# Morgan (Wisconsin)
Morgan es un pueblo ubicado en el condado de Oconto, en el estado estadounidense de Wisconsin. En el Censo de 2010 tenía una población de 984 habitantes y una densidad de 10,67 personas por km².

## Geografía
Morgan se encuentra ubicado en las coordenadas 44°48′35″N 88°10′48″O / 44.80972, -88.18000. Según la Oficina del Censo de los Estados Unidos, Morgan tiene una superficie total de 92.18 km², de la cual 91.99 km² corresponden a tierra firme y (0.21%) 0.19 km² es agua.

## Demografía
Según el censo de 2010, había 984 personas residiendo en Morgan. La densidad de población era de 10,67 hab./km². De los 984 habitantes, Morgan estaba compuesto por el 97.56% blancos, el 0.61% eran amerindios, el 0.41% eran asiáticos, el 0.2% eran de otras razas y el 1.22% pertenecían a dos o más razas. Del total de la población el 0.41% eran hispanos o latinos de cualquier raza.